# Вімблдонський турнір 1968
Вімблдонський турнір 1968 проходив з 24 червня по 6 липня 1968 року на кортах Всеанглійського клубу лаун-тенісу і крокету в передмісті Лондона Вімблдоні. Це був 82-ий Вімблдонський чемпіонат, а також другий турнір Великого шолома з початку року.

## Огляд подій та досягнень
Це був перший Вімблдон Відкритої ери, що розпочалася з Відкритого чемпіонату Франції 1968-го року. Турнір мав призовий фонд 26 150 фунтів стерлінгів. Його переможець в одиночному розряді серед джентльменів отримав 2000 фунтів, а серед леді — 750 фунтів.
В одиночному розряді перемогли Род Лейвер у чоловіків та Біллі Джин Кінг у жінок. Кожен із них уже тріумфував на Вімблдоні двічі як аматор.

## Результати фінальних матчів

### Дорослі
| Одиночний розряд. Джентльмени Детальніше |                                |                           |
| Род Лейвер                               | Тоні Роч                       | 6–3, 6–4, 6–2             |
|                                          |                                |                           |
| Одиночний розряд. Леді Детальніше        |                                |                           |
| Біллі Джин Кінг                          | Джуді Тегарт                   | 9–7, 7–5                  |
|                                          |                                |                           |
| Парний розряд. Джентльмени Детальніше    |                                |                           |
| Джон Ньюкомб Тоні Роч                    | Кен Роузволл Фред Столл        | 3–6, 8–6, 5–7, 14–12, 6–3 |
|                                          |                                |                           |
| Парний розряд. Леді Детальніше           |                                |                           |
| Розі Казалс Біллі Джин Кінг              | Франсуаз Дюрр Енн Джонс        | 3–6, 6–4, 7–5             |
|                                          |                                |                           |
| Мікст Детальніше                         |                                |                           |
| Кен Флетчер Маргарет Корт                | Алекс Метревелі Ольга Морозова | 6–1, 14–12                |
|                                          |                                |                           |

### Юніори
| Одиночний розряд. Хлопці  |            |          |
| Джон Александер           | Жак Тамен  | 6–1, 6–2 |
|                           |            |          |
| Одиночний розряд. Дівчата |            |          |
| Крісті Піджн              | Леслі Гант | 6–4, 6–3 |

## Виноски
1. ↑  Gentlemen's Singles Finals 1877-2017. wimbledon.com. Wimbledon Championships. Архів оригіналу за 15 лютого 2018. Процитовано 22 липня 2017.
2. ↑  Ladies' Singles Finals 1884-2017. wimbledon.com. Wimbledon Championships. Архів оригіналу за 15 липня 2018. Процитовано 22 липня 2017.
3. ↑  Gentlemen's Doubles Finals 1884-2017. wimbledon.com. Wimbledon Championships. Архів оригіналу за 14 жовтня 2017. Процитовано 22 липня 2017.
4. ↑  Ladies' Doubles Finals 1913-2017. wimbledon.com. Wimbledon Championships. Архів оригіналу за 15 липня 2018. Процитовано 22 липня 2017.
5. ↑  Mixed Doubles Finals 1913-2017. wimbledon.com. Wimbledon Championships. Архів оригіналу за 10 вересня 2017. Процитовано 22 липня 2017.
6. ↑  Boys' Singles Finals 1947-2017. wimbledon.com. Wimbledon Championships. Архів оригіналу за 13 серпня 2017. Процитовано 13 серпня 2017.
7. ↑  Girls' Singles Finals 1947-2017. wimbledon.com. Wimbledon Championships. Архів оригіналу за 14 червня 2018. Процитовано 13 серпня 2017.